# 2001 en hockey sur glace

Cette page présente les éléments de hockey sur glace de l'année 2001, que ce soit d'un point de vue rencontres internationales ou championnats nationaux. Les grandes dates des différentes compétitions sont données ainsi que les décès de personnalités du hockey mondial.

## Amérique du Nord

### Ligue nationale de hockey
- En 2001, l'Avalanche du Colorado remporte sa deuxième Coupe Stanley.

### Ligue américaine de hockey
- En 2001, les Flames de Saint-Jean remportent la Coupe Calder.

### Ligue canadienne de hockey
- Les Foreurs de Val-d'Or remportent la Coupe du président en battant en quatre rencontres le Titan d'Acadie-Bathurst.

- Les 67 d'Ottawa remportent la coupe J.-Ross-Robertson en battant en six parties les Whalers de Plymouth.

- Les Rebels de Red Deer remportent la Coupe du Président en battant en cinq rencontres les Winter Hawks de Portland.

- Les Rebels de Red Deer remportent également la Coupe Memorial l'emportant en prolongation contre les Foreurs de Val-d'Or lors de la finale.

### Ligue internationale de hockey
- C'est en 2001 que la Ligue internationale de hockey est dissoute. Quelques clubs rejoignent des ligues telles que la Ligue américaine de hockey. Les Solar Bears d'Orlando remportent la dernière Coupe Turner en battant en finale les Wolves de Chicago.

### East Coast Hockey League
- Les Stingrays de la Caroline du Sud remportent la Coupe Kelly.

### Ligue nationale de hockey féminin (1999-2007)
- Les Aeros de Beatrice remportent une 2e fois la Coupe Clarkson.

## Europe

### Compétitions internationales
- La Coupe continentale est remporté par le ZSC Lions.
- Le HC Davos remporte la Coupe Spengler en défaisant en finale l'équipe du Canada.

### Allemagne
- Le Adler Mannheim remportent le championnat de la DEL en défaisant en finale le München Barons par la marque de 3-1.

### Autriche
- Le EC Klagenfurt AC remportent le championnat en défaisant en finale le EC Villacher SV par la marque de 4-3.

### Espagne
- Le Club Hielo Jaca remporte le championnat de la Superliga Española en défaisant en finale le CG Puigcerdà.

### Finlande
- Le TPS Turku remporte le championnat en défaisant en finale le Tappara Tampere par la marque de 3-1.
- Le Jukurit Mikkeli remporte le championnat en division 2, la Mestis.

### France
- Les Dragons de Rouen remportent la Coupe Magnus.
- Les Ours de Villard-de-Lans remportent le championnat de Division 1..

### République tchèque
- Le HC Vsetín remporte le championnat de l'Extraliga en défaisant en finale le HC Sparta Prague par la marque de 3-1.
- Le KLH Chomutov remporte le championnat de la 1. liga.

### Russie
- Le Metallourg Magnitogorsk remporte le championnat de la Superliga en défaisant en finale le Avangard Omsk par la marque de 4-2.
- Le HK Spartak Moscou remporte le championnat de la Vyschaïa Liga.

### Suède
- Le Djurgårdens IF Hockey remporte le championnat de la Elitserien en défaisant en finale le Färjestads BK par la marque de 3-0.
- Le Södertälje SK remporte le championnat de l'Allsvenskan et est promu en Elitserien.

### Suisse
- Le ZSC Lions  remporte le championnat de la Ligue National A.
- Le Lausanne Hockey Club remporte le championnat de la Ligue National B et est promu en LNA.

## Autres

### Fins de carrière
- Après 22 saisons dans la LNH, Raymond Bourque gagne enfin la Coupe Stanley en 2001. Il prend sa retraite à la fin de cette même saison.

### Décès
- 13 mai : Ralph « Red » Almas
- 16 août : Fredrick Glover
- 25 août : Carl Brewer.
- 11 septembre : Garnet « Ace » Bailey, joueur de la LNH. Il meurt lorsque l'avion dans lequel il se trouve percute la deuxième tour du World Trade Center lors d'un attentat terroriste. Il agissait alors en tant que dépisteur en chef pour les Kings de Los Angeles.